# فيدوليزوماب
فيدوليزوماب( Vedolizumab)، الذي يُباع تحت الإسم التجاري إنتيفيو(Entyvio)، هو دواء يستخدم لعلاج التهاب القولون التقرحي المتوسط إلى الشديد أو مرض كرون الذي لم يستجب للعلاجات الأخرى.  و يعطى عن طريق الحقن التدريجي في الوريد.  كما أن مقاومة الدواء قد تتطور مع الوقت. 
قد تشمل الآثار الجانبية الشائعة له على ما يلي: آلام المفاصل و الغثيان و الحمى و التهاب الجيوب الأنفية.  قد تشمل الآثار الجانبية الأخرى أيضا: الحساسية المفرطة، و الالتهابات، و اعتلال بيضاء الدماغ متعدد البؤر التقدمي.  و هو جسم مضاد أحادي النسيلة يرتبط بـ integrin α 4 β 7 (LPAM-1، جزيء التصاق رقعة باير اللمفاوية 1) مما يؤدي إلى انخفاض الالتهاب.  
ووفق على استخدامه طبيًا في أوروبا و الولايات المتحدة في عام 2014.   و في المملكة المتحدة يكلف هيئة الخدمات الصحية الوطنية حوالي 2050 جنيهًا إسترلينيًا للجرعة.  في الولايات المتحدة تكلف هذه الكمية حوالي 6,700 دولار أمريكي شهريا اعتبارًا من 2020 أو حوالي 40,400 دولار أمريكي سنويًا.  أما في كندا يكلف حوالي 21.500 دولار كندي سنويًا اعتبارًا من 2016. 